# Helen Nielsen
Helen Nielsen, född 23 oktober 1918 i Roseville, Illinois, död 22 juni 2002 i Prescott, Arizona, var en amerikansk författare av deckare och thrillers. Innan hon blev författare arbetade hon bland annat som reklamtecknare och heminredningsexpert. Personteckningen är psykologiskt klarsynt och hon kan också visa visst socialt patos. "Farligt lik" är en politisk thriller.